# Bury (Québec)
Bury è un comune del Canada, situato nella provincia del Québec, nella regione di Estrie.